# Zbigniew Kruszelnicki (żołnierz)
Zbigniew Kruszelnicki ps. „Wilk” (ur. 30 kwietnia 1922 w Grudziądzu, zm. 5 czerwca 1944 w Miedzianej Górze) – żołnierz Armii Krajowej.

## Życiorys
Urodził się w rodzinie wojskowej jako syn pułkownika rezerwy i urzędnika magistratu Antoniego Zieniewicza-Kruszelnickiego. Harcerz, maturzysta z 1939 roku. W latach 1939–1940 mieszkał w Ludyni. W latach 1940–1944 mieszkał w Kielcach. W 1940 wstąpił do Związku Walki Zbrojnej. W 1942 roku ukończył w Warszawie tajną szkołę podchorążych i zaliczył prawie połowę studiów politechnicznych na wydziale mechanicznym. 15 listopada 1943 roku został skierowany do oddziału dywersyjnego Obwodu Kieleckiego AK dowodzonego przez podporucznika Józefa Mikołajczyka ps. „Marcin”. W styczniu 1944 roku Mikołajczyk zginął, a decyzją Komendy Obwodu Kieleckiego AK z 5 lutego 1944 roku dowódcą oddziału został Kruszelnicki.
Płynnie mówił po niemiecku i francusku, znał także rosyjski. Zasłynął głównie z akcji na Czerwonej Górze 31 maja 1944 roku, gdzie razem z 26 ludźmi z oddziału przechwycił kilkanaście sztuk broni długiej i krótkiej, aparat fotograficzny i – co najważniejsze – listę 224 osób przeznaczonych do aresztowania. W wyniku akcji zastrzelono 2 wyższych oficerów gestapo z Radomia.
Poległ 5 czerwca 1944 roku w Miedzianej Górze podczas próby zdobycia niemieckiego samochodu wojskowego. Razem z nim polegli Maciej Jeziorowski ps. „Długi” i Witold Sobierajski ps. „Czarny”. Pośmiertnie został awansowany do stopnia podporucznika i odznaczony Krzyźem Srebrnym Orderu Virtuti Militari.
Po wyzwoleniu, wiosną 1945 roku, Antoni Zieniewicz-Kruszelnicki odnalazł grób syna i z pomocą partyzantów kieleckich uzyskał zgodę na ekshumację i pochowanie syna na cmentarzu Starym w Kielcach.
15 października 2005 roku szczątki Kruszelnickiego wraz ze szczątkami pułkownika Antoniego Żółkiewskiego ps. „Lin” i podporucznika Witolda Sobierajskiego ps. „Czarny” pochowano ze wszystkimi należącymi się im honorami na cmentarzu Partyzanckim w Kielcach.
Zbigniew Kruszelnicki został patronem Szkoły Podstawowej nr 18 w Kielcach i Szkoły Podstawowej nr 4 w Grudziądzu. Od 1980 jest patronem ulicy w Kielcach, jest też patronem ulicy w Grudziądzu.